# Brooke Baldwin
Brooke Baldwin (Atlanta, 12 luglio 1979) è una giornalista e scrittrice statunitense, presentatrice televisiva alla CNN dal 2008 al 2021. Ospitava CNN Newsroom with Brooke Baldwin in onda dalle 15:00 alle 16:00 nei giorni feriali.

## Biografia
Brooke Baldwin è nata ad Atlanta, in Georgia, dove ha frequentato The Westminster Schools, una scuola privata di preparazione al college. Nel 2001 si è laureata in spagnolo presso l'Università della Carolina del Nord a Chapel Hill e in giornalismo presso la Hussman School of Journalism and Media dell'università. Come studentessa universitaria, ha anche studiato all'estero presso l'Universidad Iberoamericana a Città del Messico.
Baldwin ha iniziato la sua carriera nel 2001 presso WVIR-TV a Charlottesville, Virginia, e in seguito è diventata l'anchor mattutina di WOWK-TV nell'area di Huntington e Charleston, West Virginia. Successivamente è entrata a far parte del WTTG a Washington come reporter principale per il telegiornale delle 22:00.

### CNN
Baldwin è entrata a far parte della CNN nel 2008 e fino al 2014 ha lavorato fuori dalla sede mondiale della CNN ad Atlanta. Ha condotto la CNN Newsroom con Brooke Baldwin nei giorni feriali e sede a New York dal 2014.
L'8 luglio 2011, Baldwin ha effettuato la copertura speciale della CNN del lancio finale dello Space Shuttle Atlantis (STS-135) dal Kennedy Space Center.
Il documentario di Baldwin To Catch a Serial Killer ha vinto una medaglia d'argento mondiale per il miglior rapporto investigativo ai New York Festivals International Television & Film Awards nel 2012. È stata nominata per un Emmy Award per la sua copertura delle proteste soffocate a New York Cit per la morte di Eric Garner nel 2014.
Ha coperto la seconda inaugurazione del presidente Barack Obama nel gennaio 2013 da Washington, DC
Nel 2015 Baldwin è stata ospite del municipio a Washington, DC sulla violenza armata, per il quale è stata finalista del Peabody Award.
Baldwin è stata criticata durante le proteste di Baltimora del 2015 quando ha erroneamente attribuito commenti di aver sentito che i veterani erano responsabili dei disordini, dicendo che i soldati che diventano agenti di polizia "stanno tornando dalla guerra, non conoscono le comunità e sono pronti a combattere". Successivamente si è scusata tramite Twitter e in onda il giorno successivo. Sul Washington Post, Erik Wemple ha scritto: "Brooke Baldwin della CNN mostra al resto dei media come scusarsi".
Nel giugno 2016, Baldwin ha riferito in diretta da Orlando, in Florida, coprendo la vicenda delle vittime e dei sopravvissuti della sparatoria nel nightclub di Orlando.
Il 20 gennaio 2017 ha coperto l'inaugurazione del presidente Trump.
Il 16 febbraio 2021, Baldwin ha annunciato che avrebbe lasciato la CNN a metà aprile. Ha ospitato il suo ultimo spettacolo il 16 aprile.

### Capodanno in diretta
Dal 2010 al 2020 Baldwin ha ospitato un segmento del New Year's Eve Live della CNN con Anderson Cooper, e in precedenza insieme a Kathy Griffin, trasmettendo in diretta da New Orleans con Don Lemon. In precedenza, Baldwin ha ospitato da Nashville, Tennessee nel 2010 e nel 2011.

### CNN.com
| Pubblicata        | Titolo                                                                        |
| ----------------- | ----------------------------------------------------------------------------- |
| 18 marzo 2015     | Alla conquista del Kilimangiaro: 10 lezioni essenziali                        |
| 8 ottobre 2015    | Trovare il significato di casa in Africa                                      |
| 3 dicembre 2015   | Brooke Baldwin: C'è stata una sparatoria... di nuovo                          |
| Ap18 aprile 2016  | Brooke Baldwin: Sto raccontando di un mondo in guerra. Sta combattendo in uno |
| 20 aprile 2016    | 4 voli, una portaerei e un elicottero                                         |
| 18 settembre 2017 | Brooke Baldwin: Parlare così alle donne nel 2017? Non c'è modo                |
| 19 gennaio 2018   | AmericDonna americana con Brooke Baldwinan Woman with Brooke Baldwin          |

## Donna americana
Nel 2017, la CNN ha commissionato la serie American Woman di Baldwin con Sheryl Crow, Betty White, Ava DuVernay, Diane von Fürstenberg, Issa Rae, Ashley Graham, Tracy Reese e Pat Benatar.

## Vita privata
Nel luglio 2017, Baldwin ha annunciato di essere fidanzata con il produttore inglese James Fletcher. Si sono sposati nel maggio 2018.

## Collegamenti ai social media
- Brooke Baldwin su Facebook
- Brooke Baldwin su Twitter
- Brooke Baldwin su Instagram